# S/2018 J 4
S/2018 J 4 ist einer der kleineren äußeren Monde des Planeten Jupiter.

## Entdeckung und Benennung
S/2018 J 4 wurde am 11. Mai 2018 durch den Astronomen Scott S. Sheppard (University of Hawaii) auf Aufnahmen entdeckt, die mit dem 4,0-m-CTIO-Reflektorteleskop am Cerro Tololo–Observatorium angefertigt wurden. Die Entdeckung wurde erst 5 Jahre später, nachdem genügend Daten gesammelt werden konnten, durch das Minor Planet Center am 20. Januar 2023 bekannt gegeben, der Mond erhielt die vorläufige Bezeichnung S/2018 J 4.

## Bahneigenschaften
S/2018 J 4 umläuft Jupiter in 2 Jahren 13,7 Tagen auf einer elliptischen, prograden Umlaufbahn zwischen 15.599.900 km und 17.497.000 km Abstand zu dessen Zentrum. Die Bahnexzentrizität beträgt 0,057, die Bahn ist 53,2° gegenüber der lokalen Laplace-Ebene von Jupiter geneigt.
Der Mond ist das zweite entdeckte Mitglied der sogenannten Carpo-Gruppe von Jupitermonden, die den Planeten mit Bahnhalbachsen zwischen 16 und 17 Millionen km, Bahnneigungen zwischen 50° und 55° und Bahnexzentrizitäten zwischen 0,05 und 0,43 prograd umrunden. Wie die weiter innen liegende Themisto scheinen Carpo und S/2018 J 4 eine eigene Gruppe zu bilden. Ihre derzeitige Bahnneigungen von über 50° gegenüber der Ekliptik liegt über dem Minimalwert des Kozai-Effekts, benannt nach Yoshihide Kozai, der dieses Phänomen 1962 entdeckte. Dieser Effekt bewirkt einen periodischen Wechsel zwischen der Exzentrizität und der Inklination. Ist die Inklination groß genug, kann die Exzentrizität wiederum so groß werden, dass die Himmelskörper auf ihrer Periapsis (engster Abstand von Jupiter) in die Nähe der großen galileischen Monde (Io, Europa, Ganymed und Kallisto) gelangen. Dies könnte dazu führen, dass die Monde irgendwann mit einem der großen Monde kollidieren oder durch deren gravitative Kräfte aus dem Jupitersystem geschleudert werden. Der Kozai-Effekt führt etwa bei Carpo dazu, dass dessen Bahnexzentrizität und -neigung zwischen 0,19 und 0,69 bzw. 44° und 59° fluktuiert. Das Argument der Periapsis von S/2018 J 4 oszilliert um 270° im Bezug zur Ekliptik, was seine Periapsis immer über Jupiter und seine Apoapsis unter Jupiter hält.

## Physikalische Eigenschaften
S/2018 J 4 besitzt einen Durchmesser von etwa 2 km. Die absolute Helligkeit des Mondes beträgt 16,7 m.

## Erforschung
Der Beobachtungszeitraum von S/2018 J 4 erstreckt sich vom 11. Mai 2018 bis zum 29. November 2022. Die Aufnahmen wurden mit dem 6,5-m-Magellan-Baade-Teleskop am Las-Campanas-Observatorium, dem 4,0-m-CTIO-Reflektorteleskop am Cerro Tololo–Observatorium und dem 4,0-m-Discovery–Channel-Teleskop am Lowell-Observatorium angefertigt; es liegen insgesamt 20 erdbasierte Beobachtungen über einen Zeitraum von 5 Jahren vor.